# Isopoda

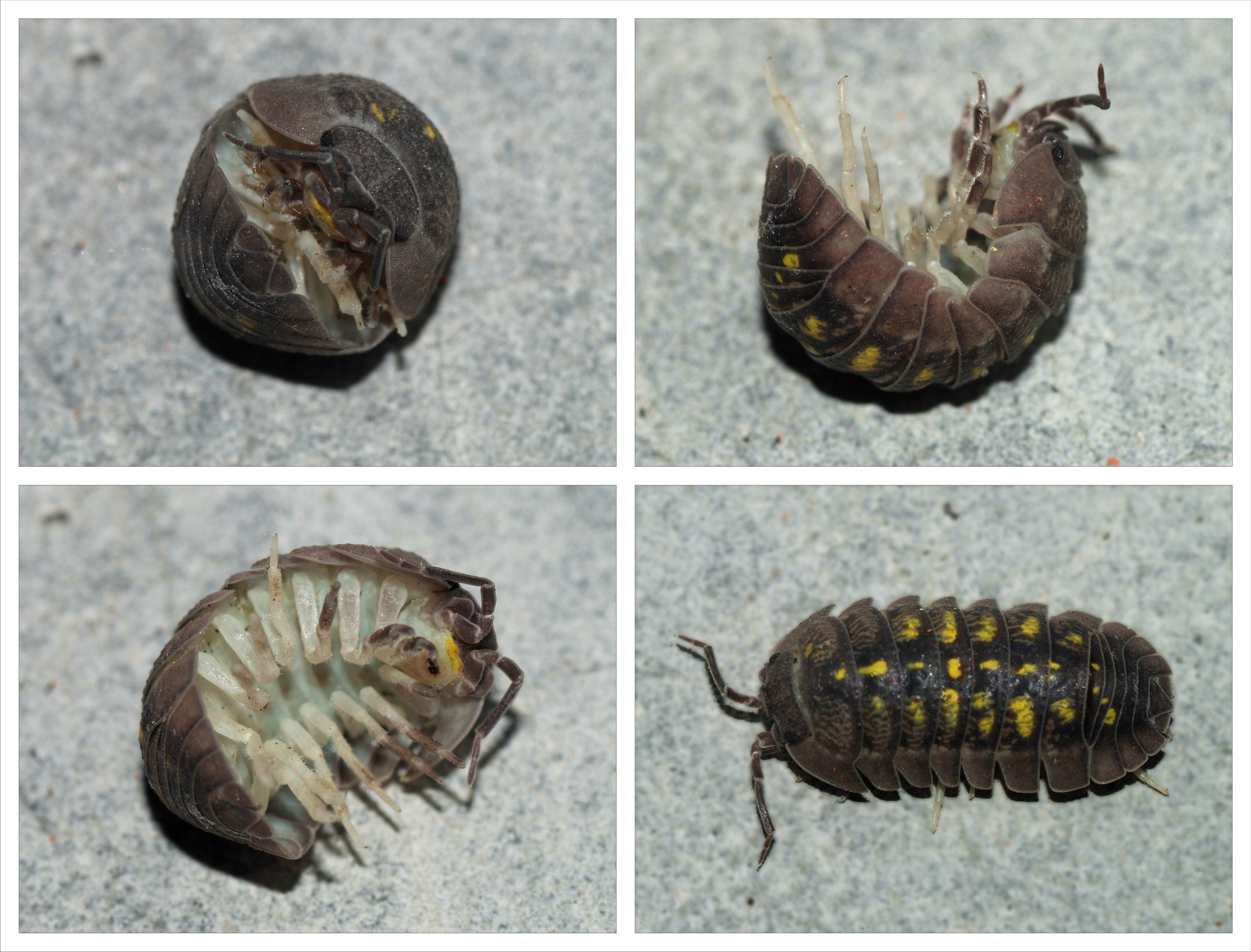
Desenrollamiento de Armadillidium granulatum, un isópodo terrestre.

Los isópodos (Isopoda), conocidos vulgarmente como cochinillas, son el orden más diverso de crustáceos, de amplia distribución en toda clase de medios, especialmente en los marinos, aunque existen especies terrestres y dulceacuícolas. Los isópodos contiene unas 10 000 especies, distribuidas en nueve subórdenes. Los estudios filogenéticos y el estudio de los fósiles, dan indicios de que este orden data al menos del Paleozoico, 300 millones de años atrás.

## Características
El cuerpo consta de tres regiones, la cabeza, el tórax y el abdomen. La cabeza posee dos pares de antenas; el primero está bien desarrollado y lo utilizan para explorar, saborear y oler la comida; el segundo par de antenas es pequeño e invisible externamente. El tórax posee ocho segmentos, cada uno de los cuales tiene un par de patas; el primer segmento tiene fusionada la cabeza; los siete segmentos restantes forman el pereion; al final del abdomen poseen un par de apéndices llamados urópodos.
Suelen ser de pequeño tamaño, aunque algunos como el isópodo gigante pueden alcanzar más peso.
A algunos isópodos se les ha observado rodar en una bola.

## Taxonomía
El orden Isopoda se divide en nueve subórdenes y numerosas familias:
- Suborden Phreatoicidea Stebbing, 1893
- Suborden Microcerberidea Lang, 1961
- Suborden Flabellifera Sars, 1882
- Suborden Asellota Latreille, 1802

Superfamilia Aselloidea Latreille, 1802
Superfamilia Stenetrioidea Hansen, 1905
Superfamilia Janiroidea Sars, 1897
Superfamilia Gnathostenetroidoidea Kussakin, 1967
- Suborden Calabozoida Van Lieshout, 1983
- Suborden Valvifera Sars, 1882
- Suborden Cymothoida
- Suborden Epicaridea Latreille, 1831

Superfamilia Bopyroidea Rafinesque, 1815
Superfamilia Cryptoniscoidea Kossmann, 1880
- Suborden Oniscidea Latreille, 1802

Infraorden Tylomorpha Vandel, 1943
Infraorden Ligiamorpha Vandel, 1943
Sección Diplocheta Vandel, 1957
Sección Synocheta Legrand, 1946
Superfamilia Trichoniscoidea Sars, 1899
Superfamilia Styloniscoidea Vandel, 1952
Sección Crinocheta Legrand, 1946
Superfamilia Oniscoidea Latreille, 1802
Superfamilia Armadilloidea Brandt, 1831